# 喬·辛普森
喬·辛普森（英語：Joe Simpson；1988年7月5日—）是一位英格蘭橄欖球運動員。他是英格蘭國家橄欖球隊的一員，代表英格蘭參加了2011年世界盃橄欖球賽。